# Olympus Mons
Olympus Mons (Góra Olimp) – najwyższa znana góra w Układzie Słonecznym, położona na Marsie.
Olympus Mons jest wygasłym wulkanem tarczowym, powstałym w wyniku powolnego i długotrwałego wycieku lawy, przez co jego zbocze jest nachylone pod małym kątem – 5 stopni (takie wulkany można znaleźć także na Wenus i na Ziemi; np. Mauna Kea na Hawajach). Wznosi się na 21 287 metrów ponad średnią powierzchnię planety i 25–27 kilometrów nad otaczającą go równinę. Na tej wysokości ciśnienie atmosferyczne jest mniejsze o 0,1 ciśnienia na powierzchni Marsa, ale i tak szczyt może być pokryty chmurami zestalonego dwutlenku węgla. Olympus Mons mierzy 624 km średnicy u podstawy, wyraźnie zaznaczonej skarpami o wysokości dochodzącej do 6 km. Znajdujący się na wierzchołku krater ma długość 85 km, szerokość 60 km oraz głębokość 3 km. Na szczycie znajdują się liczne zapadliska.
Według danych obserwacyjnych pochodzących z sondy Mars Global Surveyor do ostatniej erupcji doszło 100–200 milionów lat temu. Krążąca wokół Marsa sonda Mars Express pozwoliła ustalić przypuszczalny wiek zastygłej lawy na zboczach wulkanu na od 115 do zaledwie 2 mln lat.

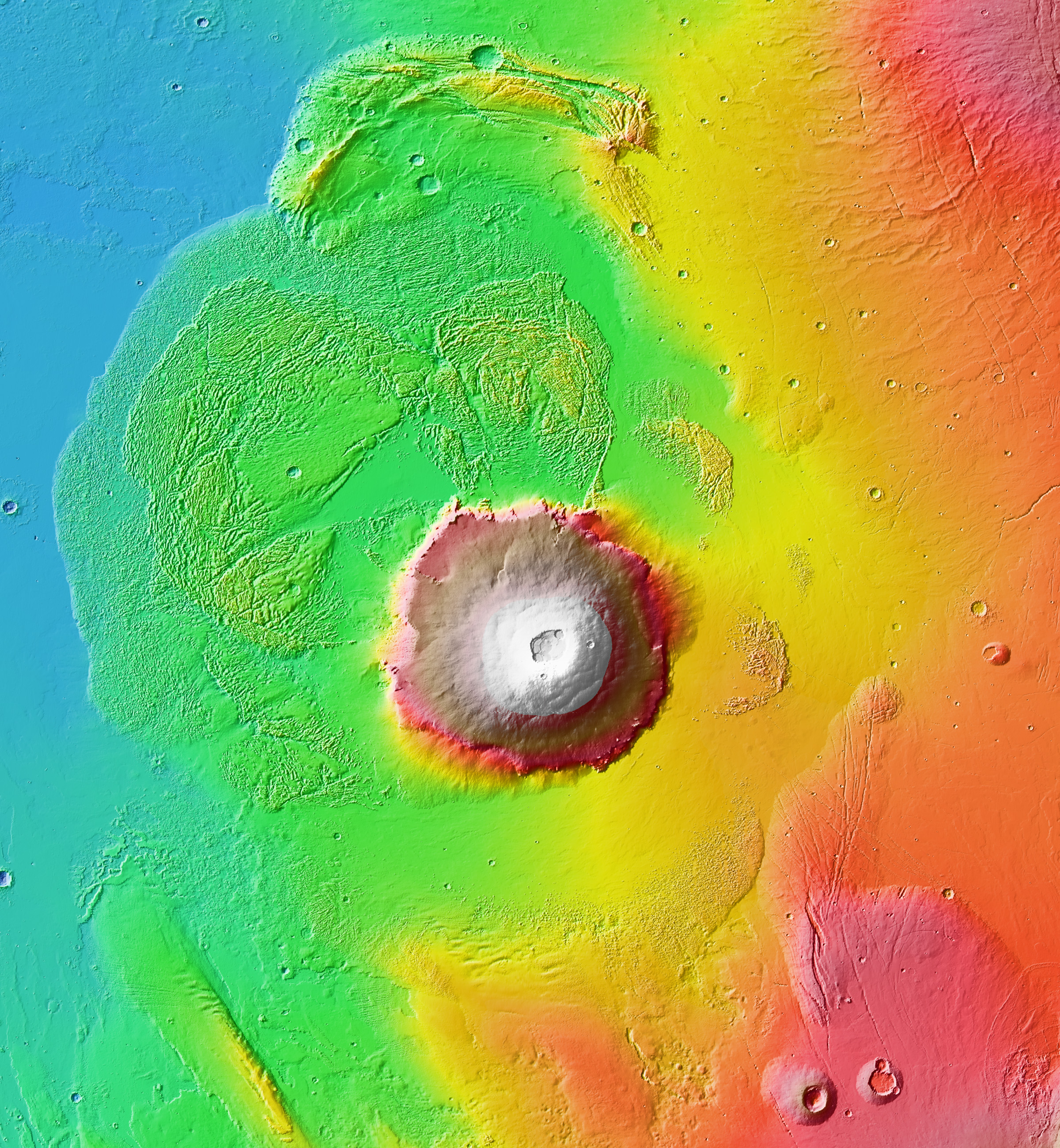
Mapa topograficzna okolic wulkanu

Wulkan jest w regionie zwanym Aureolą Olympus Mons, poprzecinanym znaczących rozmiarów grzbietami i blokami skalnymi, rozciągającymi się do 1000 km od szczytu.
Duża wysokość Olympus Mons związana jest prawdopodobnie z brakiem płyt tektonicznych, przez co lawa wypływała w jednym miejscu przez nieporównywalnie dłuższy czas niż wynosi przeciętna aktywność takiego wulkanu na Ziemi.

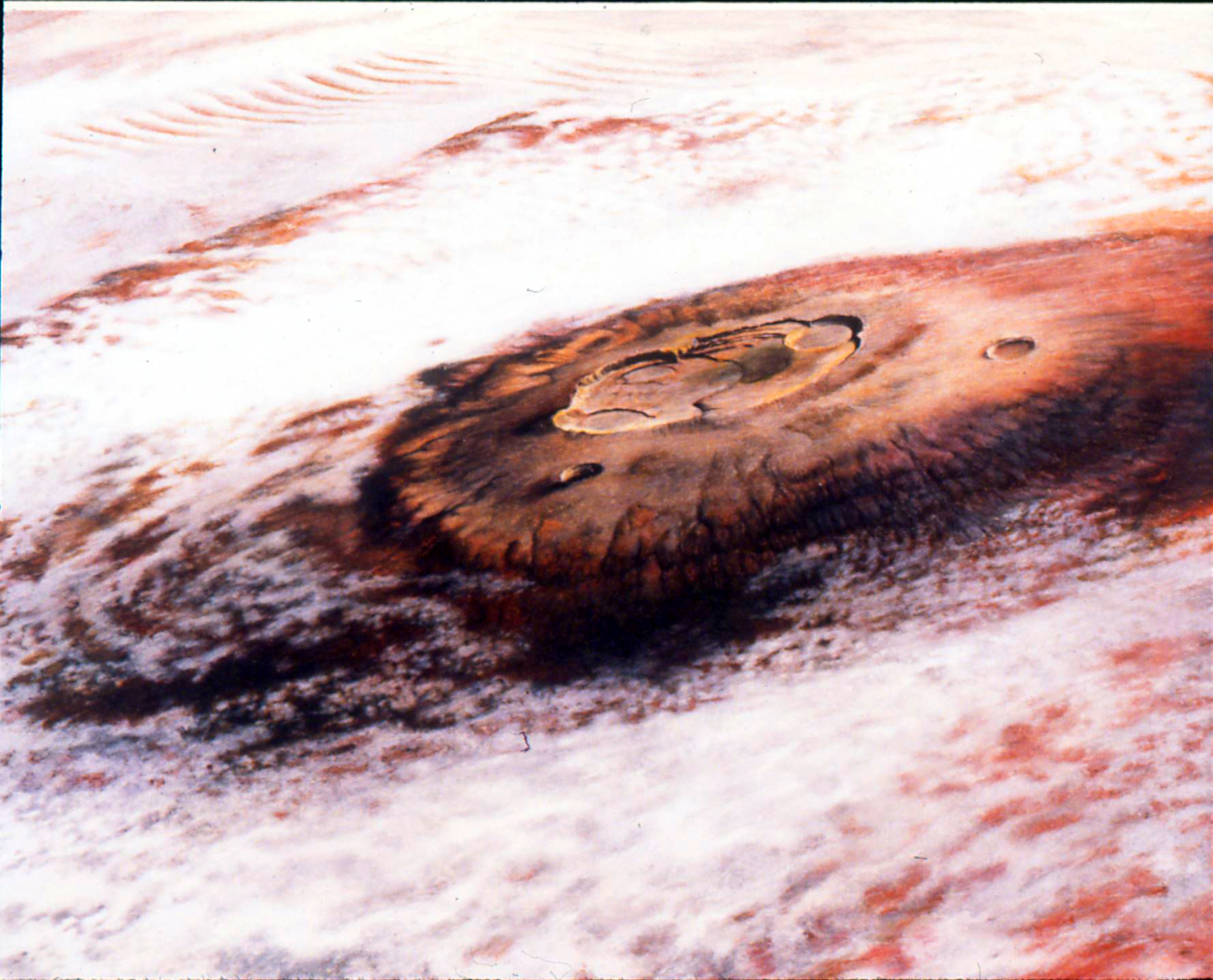
Olympus Mons otoczony chmurami, pokolorowana mozaika zdjęć z sondy Viking 1
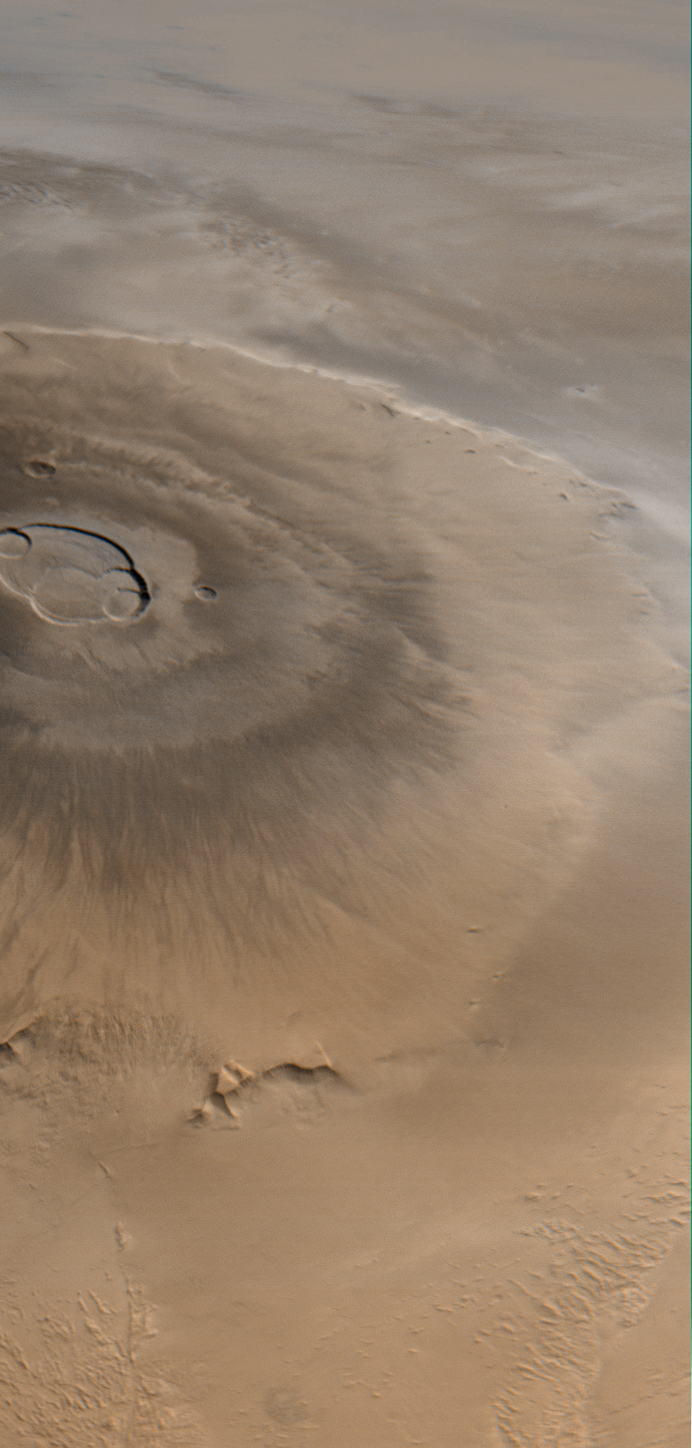
Zdjęcie z Mars Global Surveyor
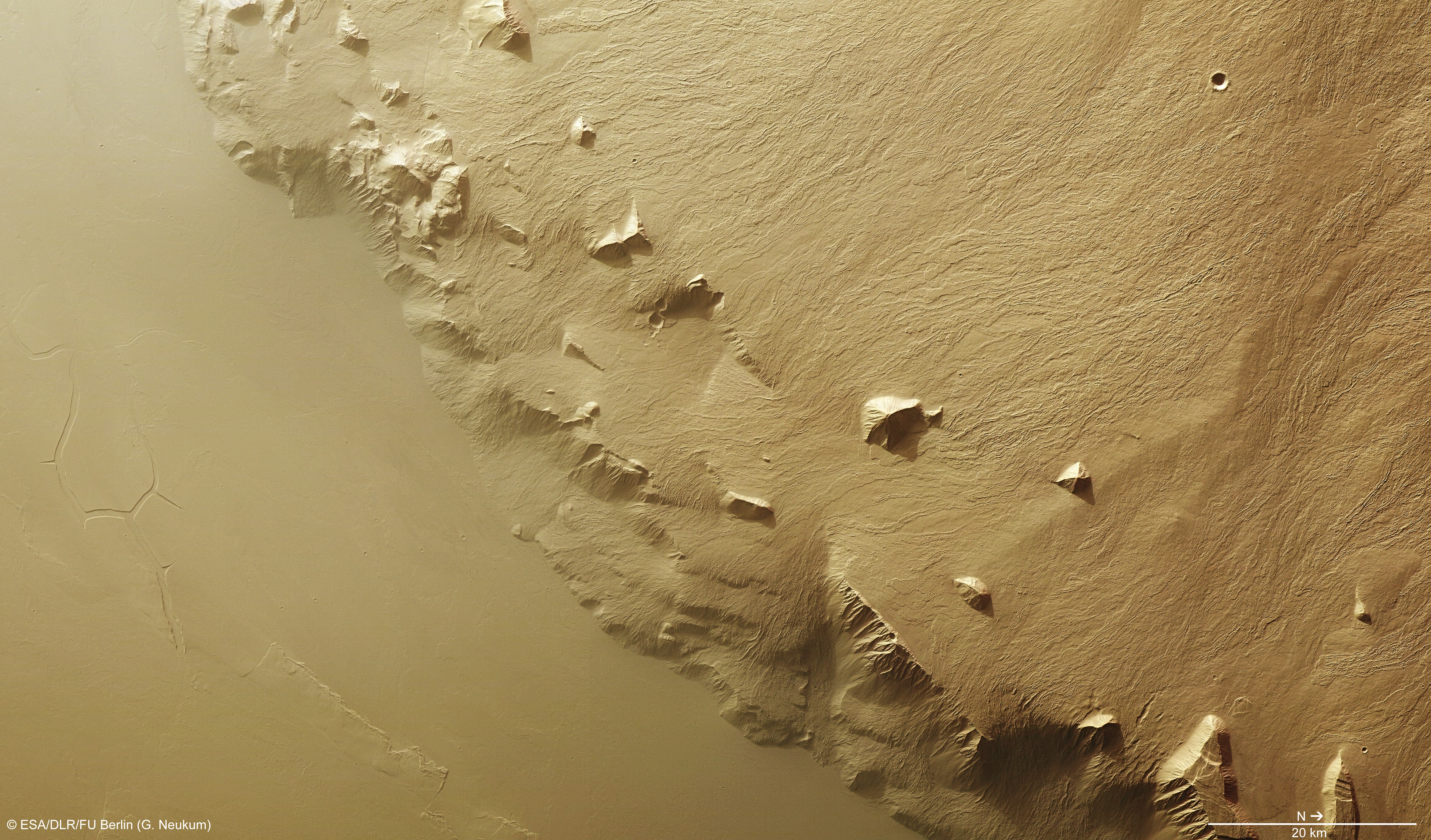
Skarpa po południowo-wschodniej stronie, zdjęcie Mars Express
Porównanie rozmiaru Olympus Mons do rozmiaru Polski
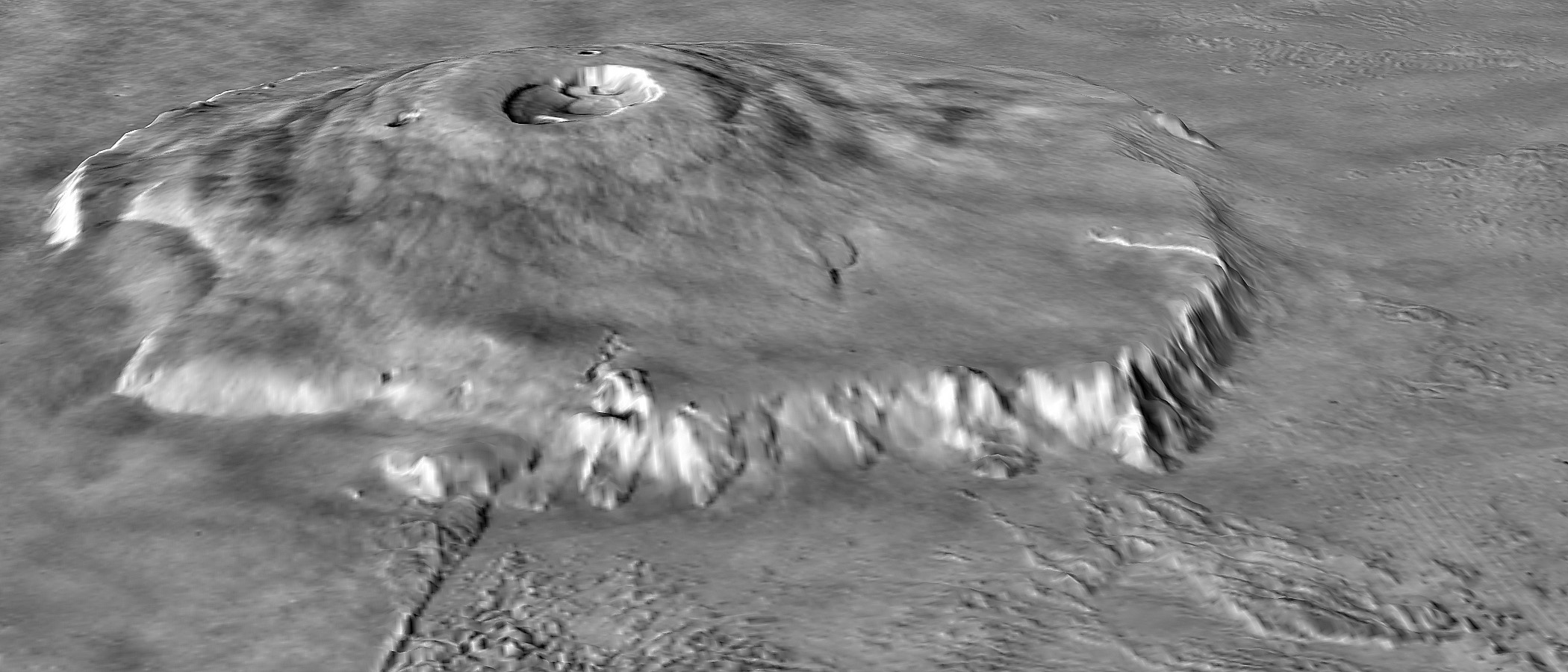
Topografia Olympus Mons, skala pionowa dziesięciokrotnie zwiększona w stosunku do rzeczywistej